# Jaume II d'Urgell
Jaume d'Aragó-Urgell i Montferrat, anomenat simplement Jaume II d'Urgell, dit el Dissortat (Balaguer, 1380 - Xàtiva, 1 de juny de 1433) fou comte d'Urgell, vescomte d'Àger, baró d'Entença i d'Antilló (1408-1413). També fou baró de Fraga (1408-1413).
Fou candidat al tron de la Corona d'Aragó després de la mort de Martí l'Humà, però pel Compromís de Casp s'entronitzà Ferran d'Antequera.

## Orígens familiars
Fill de Pere II d'Urgell i de Margalida de Montferrat i hereu del seu pare al comtat d'Urgell, fou l'últim comte d'Urgell.
|  |                                     |  |  |  |  |  |  |  |  |  |  |  |  |  |  |  |
|  | 16. Jaume II d'Aragó (el Just)      |  |  |  |  |  |  |  |  |  |  |  |  |  |  |  |
|  |                                     |  |  |  |  |  |  |  |  |  |  |  |  |  |  |  |
|  |                                     |  |  |  |  |  |  |  |  |  |  |  |  |  |  |  |
|  | 8. Alfons IV d'Aragó (el Benigne)   |  |  |  |  |  |  |  |  |  |  |  |  |  |  |  |
|  |                                     |  |  |  |  |  |  |  |  |  |  |  |  |  |  |  |
|  |                                     |  |  |  |  |  |  |  |  |  |  |  |  |  |  |  |
|  | 17. Blanca d'Anjou                  |  |  |  |  |  |  |  |  |  |  |  |  |  |  |  |
|  |                                     |  |  |  |  |  |  |  |  |  |  |  |  |  |  |  |
|  |                                     |  |  |  |  |  |  |  |  |  |  |  |  |  |  |  |
|  | 4. Jaume I d'Urgell                 |  |  |  |  |  |  |  |  |  |  |  |  |  |  |  |
|  |                                     |  |  |  |  |  |  |  |  |  |  |  |  |  |  |  |
|  |                                     |  |  |  |  |  |  |  |  |  |  |  |  |  |  |  |
|  | 18. Gombau d'Entença                |  |  |  |  |  |  |  |  |  |  |  |  |  |  |  |
|  |                                     |  |  |  |  |  |  |  |  |  |  |  |  |  |  |  |
|  |                                     |  |  |  |  |  |  |  |  |  |  |  |  |  |  |  |
|  | 9. Teresa d'Entença                 |  |  |  |  |  |  |  |  |  |  |  |  |  |  |  |
|  |                                     |  |  |  |  |  |  |  |  |  |  |  |  |  |  |  |
|  |                                     |  |  |  |  |  |  |  |  |  |  |  |  |  |  |  |
|  | 19. Constança d'Antillón            |  |  |  |  |  |  |  |  |  |  |  |  |  |  |  |
|  |                                     |  |  |  |  |  |  |  |  |  |  |  |  |  |  |  |
|  |                                     |  |  |  |  |  |  |  |  |  |  |  |  |  |  |  |
|  | 2. Pere II d'Urgell                 |  |  |  |  |  |  |  |  |  |  |  |  |  |  |  |
|  |                                     |  |  |  |  |  |  |  |  |  |  |  |  |  |  |  |
|  |                                     |  |  |  |  |  |  |  |  |  |  |  |  |  |  |  |
|  | 20. Bernat VII de Comenge           |  |  |  |  |  |  |  |  |  |  |  |  |  |  |  |
|  |                                     |  |  |  |  |  |  |  |  |  |  |  |  |  |  |  |
|  |                                     |  |  |  |  |  |  |  |  |  |  |  |  |  |  |  |
|  | 10. Bernat VIII de Comenge          |  |  |  |  |  |  |  |  |  |  |  |  |  |  |  |
|  |                                     |  |  |  |  |  |  |  |  |  |  |  |  |  |  |  |
|  |                                     |  |  |  |  |  |  |  |  |  |  |  |  |  |  |  |
|  | 21. Felipa de Montfort              |  |  |  |  |  |  |  |  |  |  |  |  |  |  |  |
|  |                                     |  |  |  |  |  |  |  |  |  |  |  |  |  |  |  |
|  |                                     |  |  |  |  |  |  |  |  |  |  |  |  |  |  |  |
|  | 5. Cecília de Comenge               |  |  |  |  |  |  |  |  |  |  |  |  |  |  |  |
|  |                                     |  |  |  |  |  |  |  |  |  |  |  |  |  |  |  |
|  |                                     |  |  |  |  |  |  |  |  |  |  |  |  |  |  |  |
|  | 22. ?                               |  |  |  |  |  |  |  |  |  |  |  |  |  |  |  |
|  |                                     |  |  |  |  |  |  |  |  |  |  |  |  |  |  |  |
|  |                                     |  |  |  |  |  |  |  |  |  |  |  |  |  |  |  |
|  | 11. Martha d'Illa                   |  |  |  |  |  |  |  |  |  |  |  |  |  |  |  |
|  |                                     |  |  |  |  |  |  |  |  |  |  |  |  |  |  |  |
|  |                                     |  |  |  |  |  |  |  |  |  |  |  |  |  |  |  |
|  | 23. ?                               |  |  |  |  |  |  |  |  |  |  |  |  |  |  |  |
|  |                                     |  |  |  |  |  |  |  |  |  |  |  |  |  |  |  |
|  |                                     |  |  |  |  |  |  |  |  |  |  |  |  |  |  |  |
|  | 1. Jaume II d'Urgell (el Dissortat) |  |  |  |  |  |  |  |  |  |  |  |  |  |  |  |
|  |                                     |  |  |  |  |  |  |  |  |  |  |  |  |  |  |  |
|  |                                     |  |  |  |  |  |  |  |  |  |  |  |  |  |  |  |
|  | 24. Guilhèm VI de Montpeller        |  |  |  |  |  |  |  |  |  |  |  |  |  |  |  |
|  |                                     |  |  |  |  |  |  |  |  |  |  |  |  |  |  |  |
|  |                                     |  |  |  |  |  |  |  |  |  |  |  |  |  |  |  |
|  | 12. Guilhèm VII de Montpeller       |  |  |  |  |  |  |  |  |  |  |  |  |  |  |  |
|  |                                     |  |  |  |  |  |  |  |  |  |  |  |  |  |  |  |
|  |                                     |  |  |  |  |  |  |  |  |  |  |  |  |  |  |  |
|  | 25. Sibil·la de Mataplana           |  |  |  |  |  |  |  |  |  |  |  |  |  |  |  |
|  |                                     |  |  |  |  |  |  |  |  |  |  |  |  |  |  |  |
|  |                                     |  |  |  |  |  |  |  |  |  |  |  |  |  |  |  |
|  | 6. Joan II de Montferrat            |  |  |  |  |  |  |  |  |  |  |  |  |  |  |  |
|  |                                     |  |  |  |  |  |  |  |  |  |  |  |  |  |  |  |
|  |                                     |  |  |  |  |  |  |  |  |  |  |  |  |  |  |  |
|  | 26. Hug II de Borgonya              |  |  |  |  |  |  |  |  |  |  |  |  |  |  |  |
|  |                                     |  |  |  |  |  |  |  |  |  |  |  |  |  |  |  |
|  |                                     |  |  |  |  |  |  |  |  |  |  |  |  |  |  |  |
|  | 13. Matilda de Borgonya             |  |  |  |  |  |  |  |  |  |  |  |  |  |  |  |
|  |                                     |  |  |  |  |  |  |  |  |  |  |  |  |  |  |  |
|  |                                     |  |  |  |  |  |  |  |  |  |  |  |  |  |  |  |
|  | 27. Felicia-Matilda de Mayenne      |  |  |  |  |  |  |  |  |  |  |  |  |  |  |  |
|  |                                     |  |  |  |  |  |  |  |  |  |  |  |  |  |  |  |
|  |                                     |  |  |  |  |  |  |  |  |  |  |  |  |  |  |  |
|  | 3. Margarida de Montferrat          |  |  |  |  |  |  |  |  |  |  |  |  |  |  |  |
|  |                                     |  |  |  |  |  |  |  |  |  |  |  |  |  |  |  |
|  |                                     |  |  |  |  |  |  |  |  |  |  |  |  |  |  |  |
|  | 28. Ferran de Mallorca              |  |  |  |  |  |  |  |  |  |  |  |  |  |  |  |
|  |                                     |  |  |  |  |  |  |  |  |  |  |  |  |  |  |  |
|  |                                     |  |  |  |  |  |  |  |  |  |  |  |  |  |  |  |
|  | 14. Jaume III de Mallorca           |  |  |  |  |  |  |  |  |  |  |  |  |  |  |  |
|  |                                     |  |  |  |  |  |  |  |  |  |  |  |  |  |  |  |
|  |                                     |  |  |  |  |  |  |  |  |  |  |  |  |  |  |  |
|  | 29. Isabel de Sabran                |  |  |  |  |  |  |  |  |  |  |  |  |  |  |  |
|  |                                     |  |  |  |  |  |  |  |  |  |  |  |  |  |  |  |
|  |                                     |  |  |  |  |  |  |  |  |  |  |  |  |  |  |  |
|  | 7. Elisabet de Mallorca             |  |  |  |  |  |  |  |  |  |  |  |  |  |  |  |
|  |                                     |  |  |  |  |  |  |  |  |  |  |  |  |  |  |  |
|  |                                     |  |  |  |  |  |  |  |  |  |  |  |  |  |  |  |
|  | 30. Alfons IV d'Aragó (el Benigne)  |  |  |  |  |  |  |  |  |  |  |  |  |  |  |  |
|  |                                     |  |  |  |  |  |  |  |  |  |  |  |  |  |  |  |
|  |                                     |  |  |  |  |  |  |  |  |  |  |  |  |  |  |  |
|  | 15. Constança d'Aragó               |  |  |  |  |  |  |  |  |  |  |  |  |  |  |  |
|  |                                     |  |  |  |  |  |  |  |  |  |  |  |  |  |  |  |
|  |                                     |  |  |  |  |  |  |  |  |  |  |  |  |  |  |  |
|  | 31. Teresa d'Entença                |  |  |  |  |  |  |  |  |  |  |  |  |  |  |  |
|  |                                     |  |  |  |  |  |  |  |  |  |  |  |  |  |  |  |
|  |                                     |  |  |  |  |  |  |  |  |  |  |  |  |  |  |  |

## Núpcies i descendents
El 29 de juny del 1407 es casà a València amb Isabel d'Aragó, filla de Pere III el Cerimoniós i germana de Martí l'Humà. D'aquesta unió nasqueren:
- la infanta Elisabet d'Urgell (1409-1430), casada el 1428 amb Pere de Portugal, duc de Coïmbra. En ser la filla primogènita (el seu únic germà baró, Felip, va morir jove) havia de ser l'hereva del comtat d'Urgell. El comtat, però, va ser eliminat per Ferran d'Antequera en ser proclamat rei d'Aragó. Del seu matrimoni amb Pere de Portugal tingué sis fills, entre els quals destaquen Pere de Coïmbra i d'Urgell, nomenat comte de Barcelona com a Pere IV per la Generalitat durant la Guerra Civil Catalana, Joan de Coïmbra i d'Urgell, príncep d'Antioquia i rei consort de Xipre, i Isabel de Portugal, reina de Portugal en casar-se amb el seu cosí Alfons V de Portugal.
- la infanta Elionor d'Urgell (v 1410-d 1460), casada el 1438 amb Raimondo Orsini, comte de Nola
- la infanta Joana d'Urgell (1415-1445), casada el 1435 amb Joan I de Foix i el 1445 amb Joan Ramon Folc III de Cardona
- l'infant Felip d'Urgell (?-v 1422), morí jove
- la infanta Caterina d'Urgell (?-v 1424), morí jove

## Biografia
El 18 de desembre de 1406 se signen les capitulacions matrimonials i en l'estiu de 1407 es casa amb Isabel d'Aragó i Fortià (1376-1424), filla de Pere IV el Cerimoniós i germana de Martí I l'Humà (1356-1410), qui li ofereix el 15 de juny de 1408, va després de la mort del seu pare Pere II d'Urgell, el càrrec de lloctinent del regne d'Aragó, que va acceptar el 22 de setembre, encara que els diputats del General van rebutjar el nomenament per ser contrari als furs del regne.
El 25 de juliol de 1409 mor l'hereu reial, Martí el Jove (1374-1409). El 5 d'agost de 1409 Jaume és nomenat procurador general d'Aragó, càrrec que solia tenir el primogènit reial. Poc abans de morir, el rei Martí l'Humà va revocar el nomenament de Jaume (17 de maig de 1410) a causa dels disturbis que va provocar a Saragossa, ciutat en la qual havien entrat les tropes armades de Jaume per enfrontar-se al governador d'Aragó Gil Ruiz de Lihori, al Justícia Major, Juan Jiménez Cerdán, i l'arquebisbe García Fernández d'Heredia.
El rei va morir sense deixar nomenat successor i Jaume d'Urgell es va postular, amb altres sis candidats, al tron de la Corona d'Aragó. Però se li va acusar d'haver ordenat l'assassinat de l'arquebisbe de Saragossa García Fernández de Heredia, qui s'havia oposat radicalment a la candidatura de Jaume al tron. Antón de Luna, el principal valedor a Aragó de les pretensions a la Corona del Comte d'Urgell, havia donat mort a l'arquebisbe l'1 de juny de 1411. Finalment, la situació va acabar per resoldre amb l'anomenat Compromís de Casp, en què Jaume va resultar derrotat i va ser triat Ferran de Trastàmara, qui regnaria com Ferran I d'Aragó.
Aconsellat per la seva mare i per Antón de Lluna, es va negar a reconèixer Ferran com a rei i es va alçar en armes contra el monarca. Derrotat en Castelflorite i Montearagón, es va refugiar al castell de Balaguer on va patir el setge de les tropes reials fins que es va acabar rendint el 31 d'octubre de 1413. Processat i condemnat, els seus béns van ser confiscats. Va estar a la presó al castell d'Urueña (1413-1420, i novament entre 1424 i 1426), al de Mora (1420-1422), en l'Alcàsser de Madrid (1422-1424), breument a Terol (1426) i, finalment, va ser portat en aquest mateix any al castell de Xàtiva, on va morir el 1433 als 53 anys. Segons Jaume Vicens Vives va ser traslladat en 1426 a Xàtiva des del castell de Castrotorafe a Zamora per ordre del rei de la Corona d'Aragó, Alfons el Magnànim, previ acord amb el rei Joan II de Castella.
Durant la guerra civil catalana (1462-1472) va circular una espècie de crònica anònima titulada La fi del comte d'Urgell ('La fi del comte d'Urgell') en què s'acusava al rei Joan II d'Aragó d'haver assassinat juntament amb seus germans els infants d'Aragó don Enrique i don Pedro al comte Urgell a la seva cel·la del castell de Xàtiva. La llegenda va ser recuperada durant el segle xvii però la moderna historiografia ha demostrat que és completament falsa, ja que en aquelles dates ni el llavors infant don Joan, rei consort de Navarra, ni l'infant don Pedro es trobaven a València. Només hi era l'infant don Enrique. A més, com ha assenyalat Jaume Vicens Vives, el fet és completament inversemblant perquè «la mort del comte no interessava llavors ningú. Jurídicament no posseïa cap dret a la corona d'Aragó, ja que per dues vegades els estats catalano-aragonesos l'havien confirmat en les temples dels Trastàmares; políticament, cap partit li donava suport ».

### Vida política

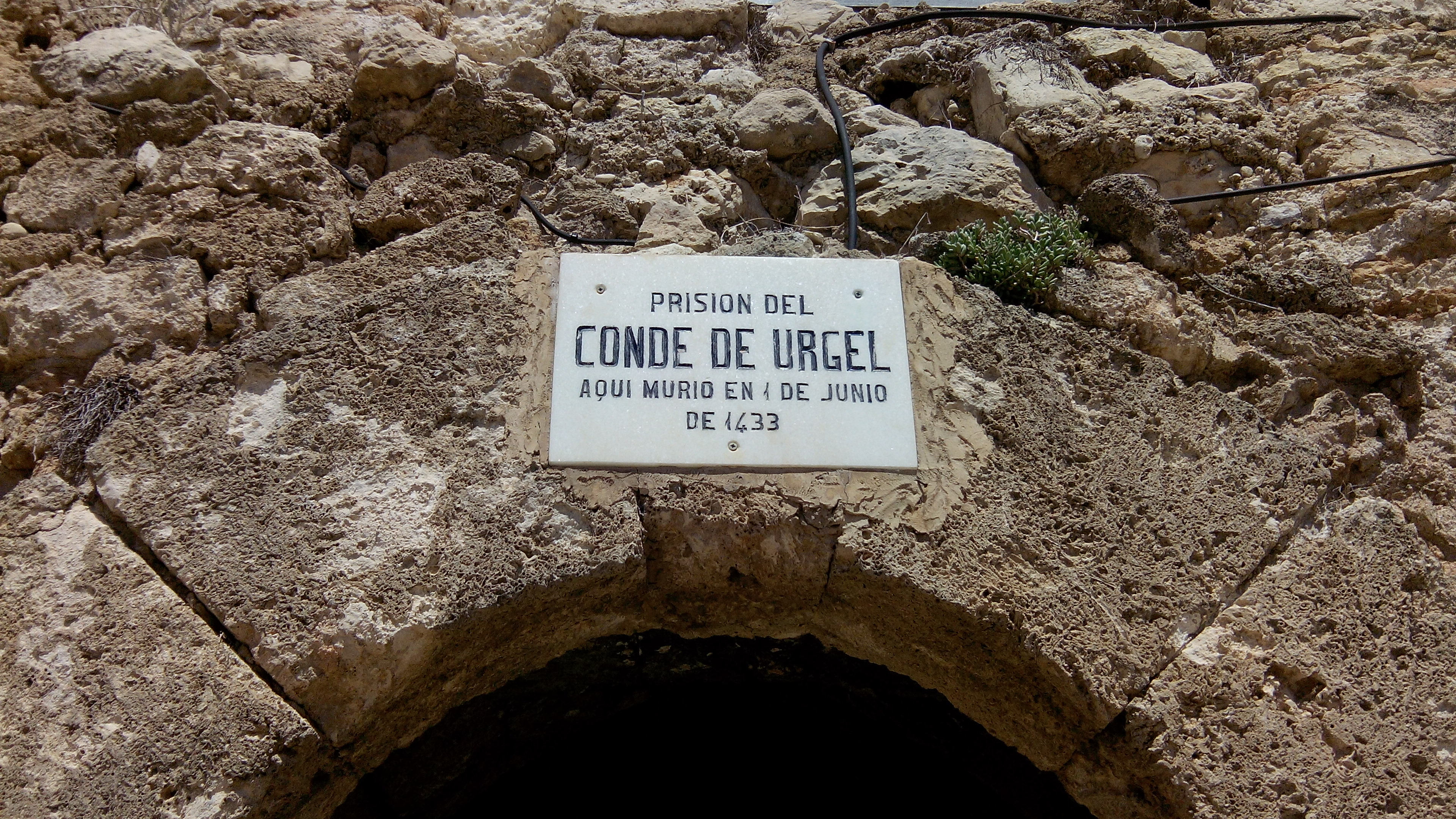
Presó de Jaume II d'Urgell al castell de Xàtiva

Martí l'Humà el nomenà lloctinent de Catalunya el 1407 i 1408. Coincidint amb el seu ascens a la corona comtal, i mort Martí el Jove, el rei el nomenà procurador i governador general, fet que s'interpretava com el reconeixement de la seva virtual condició d'hereu de la corona. Poc abans de la seva mort, el rei Martí l'Humà revocà el nomenament sota pressions del bisbe de Saragossa, així com de la família Urrea, i va morir sense deixar nomenat successor.
Aspirant a la successió a la mort d'aquest, no fou escollit en el Compromís de Casp, i fou escollit en el seu lloc el que seria Ferran I d'Antequera. Aquest resultat provocà la revolta del comte d'Urgell, que acabà amb el setge de la seva seu al castell Formós de Balaguer, on acabà rendint-se el 31 d'octubre del 1413. Processat i condemnat, tots els seus béns foren confiscats i malvenuts, així com els de la família i la seva germana Elionor d'Urgell. Va romandre empresonat al castell d'Urueña (1413-1420, i novament entre 1424 i 1426), Mora de Toledo (1420-1422), l'Alcàsser de Madrid (1422-1424), breument a Terol i, finalment, va ser conduït al castell de Xàtiva, on va morir el 1433 amb sospites d'haver estat assassinat a la presó.

## Representacions de Jaume d'Urgell en les arts
La seva història tràgica i la seva significació política el van convertir en protagonista de diferents obres literàries, sobretot en el període de la Renaixença:
- La fi del Comte d'Urgell, crònica anònima en català, de gran valor literari, pretesament escrita a mitjan segle xv, tot i que també s'ha considerat com una falsificació escrita per Dídac Monfar i Sors, autor del segle xvii.
- El trovador, drama d'Antonio García Gutiérrez (1836), situa l'acció en el marc de la guerra civil contra Joan II, i el protagonista és partidari de Jaume d'Urgell, al qual fa referència. La versió operística de Giuseppe Verdi Il trovatore (1853) elimina aquestes referències.
- La orfaneta de Menargues, o Catalunya agonisant, novel·la d'Antoni de Bofarull (1862).
- O rei o res!, drama històric, original de Frederic Soler (1866).
- La mort d'en Jaume d'Urgell, monòleg d'Àngel Guimerà (1896).
- Nueve brindis por un rey, "farsa histórica" de Jaume Salom i Vidal (1974) fa referència al Compromís de Casp i als drets de Jaume d'Urgell.
- Jaume d'Urgell. Primera Part. Obra de teatre publicada el 2010:i a la xarxa.